# Indispensable
| Críticas profissionais | Críticas profissionais |
| Avaliações da crítica  | Avaliações da crítica  |
| Fonte                  | Avaliação              |
| ---------------------- | ---------------------- |
| Allmusic               | [ 1 ]                  |
| En el Show             | [ 2 ]                  |
| El Nuevo Herald        | 4 de 5 estrelas.       |

Indispensable é o 19º álbum de estúdio da atriz e cantora mexicana Lucero, lançado em 21 de Setembro de 2010 pela gravadora Siente Music. É o primeiro álbum da artista desde o lançamento de Quiéreme Tal Como Soy (2006). Nele inclui o tema musical da telenovela Soy tu Dueña (2010), "Dueña de tu Amor", que foi lançado como primeiro single do álbum. Indispensable é o primeiro álbum da artista a ser lançado pela gravadora Siente Music, fusão entre Venevisión International e Universal Music.

## Produção
Após quatro anos sem gravar nenhum álbum, Lucero volta a lançar mais um novo material. Indispensable possui um repertório totalmente diferente em comparação aos álbuns anteriores de Lucero e é considerado um dos projetos mais arriscados da artista. Com um estilo mais atual e pop, Lucero declarou que o objetivo do álbum seria atrair o público jovem. Lucero que trabalhou com o álbum durante as gravações da novela Soy tu Dueña, ajudou na composição de algumas canções. O álbum foi produzido pela artista em parceria com o brasileiro César Lemos e Ric Wake, que já produziu anteriormente álbuns de Mariah Carey, Celine Dion e Jennifer Lopez.

## Divulgação e lançamento
Indispensable foi anunciado por Lucero ao divulgar seu primeiro single "Dueña de tu Amor", tema da novela Soy tu Dueña em 11 de Junho de 2010. A artista constatou que as canções já tinham sido gravadas e o título do álbum já definido e que só faltariam as seções de fotos. A data definida de lançamento do álbum foi anunciado em 12 de Julho de 2010, assim como o título das outras canções incluídas, junto com "Dueña de tu Amor". Além disso, a artista aproveitou para declarar que Indispensable seria o primeiro a ser lançado pela gravadora Siente Music, fusão entre Venevisión International e Universal Music. O lançamento da versão física de Indispensable e o download digital pelo iTunes foi no dia 21 de Setembro de 2010, sendo este último tendo se convertido a um dos mais baixados pelo aplicativo no período. Em Janeiro de 2011, Lucero lança a edição especial do álbum, que contêm a versão mariachi e dance mix de "Dueña de tu Amor", o videoclipe da canção "Indispensable" e seu making-of, galeria de fotos e wallpapers.

## Repercussão
Mesmo Lucero tendo defendido a ideia de querer se aproximar do público jovem e investir em estilos diferentes, Indispensable recebeu críticas mistas. John Witzgall do Allmusic, constatou que o álbum representa o esforço de Lucero em se renovar e mudar para uma imagem mais agressiva, porém, se vê que as canções com batidas dance são extremamente exageradas e apelativas, exceto a canção "Dueña de tu Amor", considerada a única relevante por ser tema musical da novela Soy tu Dueña, e que o álbum em si é simplesmente enfadonho. Michael Quaid do site En el Show diz que com Indispensable, Lucero se perdeu no tempo e que o lançamento deste álbum deveria ter ocorrido há muitos anos, pois hoje soa muito antiquado para a artista. Também constatou que canções como "Eres Todo", "Amor Virtual" e "Ahora Estoy Sin Tí", servem mais para cantoras mais jovens como Anahí ou Dulce María, e que Lucero deveria voltar a investir em produções mais maduras. Já Manuel Diaz do El Nuevo Herald, constatou que Indispensable possui canções com letras impactantes, porém é um produto muito juvenil para o público assíduo da artista.

## Singles
O primeiro single, "Dueña de tu Amor", foi lançado em 8 de Agosto de 2010 em download digital e serviu de tema musical para a novela Soy tu Dueña. No álbum também foi incluída a versão que se tocava na abertura da novela. Em Janeiro de 2011, a canção ganhou mais duas outras versões: a remix e a mariachi, que também foram lançadas como singles. O segundo que é o principal do álbum, "Indispensable", foi lançado em download digital em 5 de Outubro de 2010 e fez um relativo sucesso, porém, o seu vídeoclipe foi bastante criticado em vários pontos. Primeiramente, além de terem achado o visual da artista no clipe igual a de Lady Gaga, também foi apontado semelhanças a um clipe de uma canção do grupo musical coreano 2NE1. Posteriormente, a canção ganhou vários remixes que foram disponíveis no site oficial de Lucero. Além dos remixes, foi incluído no álbum a canção em inglês. O terceiro single, "Amor Virtual", foi lançado em 14 de Outubro de 2010 em download digital e fala sobre aquelas pessoas que sempre usam o Twitter, Skype ou Facebook como forma de se relacionar com seu parceiro. O quarto single, "Eres Todo", foi lançado em 7 de Junho de 2011 em download digital e fala sobre declarações de amor da protagonista ao seu parceiro. A canção "Esta Vez la Primera Soy Yo" foi lançado como single promocional e teve duas versões: a primeira versão, que tem duração de dois minutos e 36 segundos, foi lançada no álbum Indispensable e a segunda que é a longa, com duração de três minutos e dezessete segundos, foi lançada em 14 de Junho de 2011 em download digital. Posteriormente, assim como "Indispensable", "Esta Vez la Primera Soy Yo" rendeu vários remixes que foram disponíveis no site oficial de Lucero.

## Versão 2019
O álbum foi relançado no dia 11 de Janeiro de 2019 em formato download digital, pela gravadora Universal Music Latino. Nele estão incluídos além das faixas originais, a faixa "No Me Dejes Ir" e algumas de suas versões remix, gravadas e lançadas pela artista em 2012, a versão longa de "Esta Vez la Primera Soy Yo", lançada somente como single em 2010, a versão remix de "Dueña de tu Amor", somente lançada posteriormente na edição especial de Indispensable em 2011, e a acústica, inédita até então.

## Faixas
| Indispensable — Edição standard |                                         |                                       |         |  |
| N.º                             | Título                                  | Compositor(es)                        | Duração |  |
| 1.                              | "Indispensable"                         | Lucero Karla Aponte César Lemos       | 3:00    |  |
| 2.                              | "Eres Todo"                             | Lucero Talita Real Ender Thomas       | 3:37    |  |
| 3.                              | "Amor Virtual"                          | Lucero Aponte Lemos Ernesto Fernández | 3:07    |  |
| 4.                              | "Mi Refugio y Libertad"                 | Lucero Aponte Lemos                   | 3:28    |  |
| 5.                              | "Esta Vez la Primera Soy Yo"            | Lucero Aponte Lemos Fernández         | 2:36    |  |
| 6.                              | "Daño Irreparable"                      | Lucero Aponte Lemos                   | 3:14    |  |
| 7.                              | "Te Quiero Aunque No Quiera"            | Lucero Aponte Lemos                   | 3:16    |  |
| 8.                              | "Dueña de tu Amor"                      | Lucero Aponte Sílvio Richetto         | 3:40    |  |
| 9.                              | "Mucho Más Que Dos"                     | Lucero Aponte Lemos                   | 3:33    |  |
| 10.                             | "Ahora Estoy Sin Tí"                    | Lucero Aponte Lemos                   | 3:27    |  |
| 11.                             | "Indispensable (Versión inglés)"        | Lucero Aponte Lemos Ric Wake          | 3:01    |  |
| 12.                             | "Dueña de tu Amor (Versión telenovela)" | Lucero Aponte Richetto                | 3:41    |  |
| Duração total:                  | Duração total:                          | Duração total:                        | 39:40   |  |

| Indispensable — Edição especial |                                                     |                        |         |  |
| N.º                             | Título                                              | Compositor(es)         | Duração |  |
| 13.                             | "Dueña de tu Amor (Dance Mix)"                      | Lucero Aponte Richetto | 3:34    |  |
| 14.                             | "Dueña de tu Amor (Versión mariachi)"               | Lucero Aponte Richetto | 3:36    |  |
| 15.                             | "EPK detrás de las escenas del video Indispensable" |                        | 1:42    |  |
| 16.                             | "Indispensable (Video)"                             |                        | 3:51    |  |
| 17.                             | "Galería de fotos"                                  |                        |         |  |
| 18.                             | "Wall papers"                                       |                        |         |  |
| Duração total:                  | Duração total:                                      | Duração total:         | 51:03   |  |

| Indispensable — Edição especial (2019) |                                                    |                               |         |  |
| N.º                                    | Título                                             | Compositor(es)                | Duração |  |
| 1.                                     | "No Me Dejes Ir"                                   | Lucero                        | 3:43    |  |
| 2.                                     | "Mucho Más Que Dos"                                | Lucero Aponte Lemos           | 3:33    |  |
| 3.                                     | "Indispensable"                                    | Lucero Aponte Lemos           | 3:01    |  |
| 4.                                     | "Ahora Estoy Sin Ti"                               | Lucero Aponte Lemos           | 3:27    |  |
| 5.                                     | "Dueña de tu Amor"                                 | Lucero Aponte Richetto        | 3:41    |  |
| 6.                                     | "Esta Vez la Primera Soy Yo"                       | Lucero Aponte Lemos Fernández | 2:36    |  |
| 7.                                     | "Mi Refugio y Libertad"                            | Lucero Aponte Lemos           | 3:27    |  |
| 8.                                     | "Eres Todo"                                        | Lucero Real Thomas            | 3:37    |  |
| 9.                                     | "Daño Irreparable"                                 | Lucero Aponte Lemos           | 3:13    |  |
| 10.                                    | "Te Quiero Aunque No Quiera"                       | Lucero Aponte Lemos           | 3:16    |  |
| 11.                                    | "Amor Virtual"                                     | Lucero Aponte Lemos Fernández | 3:06    |  |
| 12.                                    | "Indispensable (English version)"                  | Lucero Aponte Lemos Wake      | 3:00    |  |
| 13.                                    | "Esta Vez la Primera Soy Yo (Long version)"        | Lucero Aponte Lemos Fernández | 3:15    |  |
| 14.                                    | "Dueña de tu Amor (Acoustic)"                      | Lucero Aponte Richetto        | 3:41    |  |
| 15.                                    | "Dueña de tu Amor (Dance Mix)"                     | Lucero Aponte Richetto        | 3:34    |  |
| 16.                                    | "No Me Dejes Ir (Allan Tribal Remix)"              | Lucero                        | 4:07    |  |
| 17.                                    | "No Me Dejes Ir (Cesar Vilo Remix Radio Edit)"     | Lucero                        | 4:15    |  |
| 18.                                    | "No Me Dejes Ir (Daniel Adame G Remix Radio Edit)" | Lucero                        | 3:20    |  |
| 19.                                    | "No Me Dejes Ir (DJ Morales Remix Radio Edit)"     | Lucero                        | 3:53    |  |
| 20.                                    | "Indispensable (Un Deseo Remix)"                   | Lucero Aponte Lemos Wake      | 6:16    |  |
| Duração total:                         | Duração total:                                     | Duração total:                | 60:12   |  |

## Créditos
De acordo com o site Allmusic.
| - Lucero – vocalista, produtora, compositora - Karla Aponte – compositora - Ernesto Fernández – compositor - César Lemos – produtor, arranjo, compositor - José Antonio López – penteado - Piero Maxfield – piano | - Sílvio Richetto – arranjo, compositor - Milva Russo – figurino - Talita Real – compositora - Ender Thomas – compositor - Andy Vicent – bateria |  |

## Charts
Lucero não entrava na Billboard desde o álbum Cerca de Tí de 1998. Indispensable entrou na Billboard Top Latin Albums e ficou por vinte e cinco semanas, alcançando a quarta posição. Na Billboard Latin Pop Albums, ficou por vinte e nove semanas alcançando a terceira posição. Indispensable também fez Lucero estrear na Billboard 200, ficando por uma semana e alcançando a 172ª posição. Na AMPROFON Top 100 do México, ficou por nove semanas alcançando a 16ª posição.
| Chart (2010)                 | Posição |
| ---------------------------- | ------- |
| Billboard 200                | 172     |
| Billboard Latin Pop Albums   | 3       |
| Billboard Top Latin Albums   | 4       |
| Billboard Top Current Albums | 151     |
| México (AMPROFON Top 100)    | 16      |

## Vendas e certificações
| Região | Certificação | Vendas/distribuição |
| --- | ------------ | ------------------- |
| México |              | 40.000              |
| *vendas baseadas apenas na certificação ^distribuições baseadas apenas na certificação xdistribuições não-especificadas baseadas apenas na certificação |              |                     |

## Histórico de lançamentos
| País        | Data                   | Formato(s)          | Gravadora(s)           | Ref.          |
| ----------- | ---------------------- | ------------------- | ---------------------- | ------------- |
| EUA         | 21 de Setembro de 2010 | CD download digital | Universal Music Latino | [ 22 ] [ 23 ] |
| Porto Rico  | 21 de Setembro de 2010 | CD download digital | Siente Music           | [ 22 ] [ 23 ] |
| México      | 12 de Outubro de 2010  | CD download digital | Siente Music           | [ 22 ] [ 23 ] |
| Guatemala   | 12 de Outubro de 2010  | CD download digital | Siente Music           | [ 22 ] [ 23 ] |
| Belize      | 12 de Outubro de 2010  | CD download digital | Siente Music           | [ 22 ] [ 23 ] |
| El Salvador | 12 de Outubro de 2010  | CD download digital | Siente Music           | [ 22 ] [ 23 ] |
| Nicarágua   | 12 de Outubro de 2010  | CD download digital | Siente Music           | [ 22 ] [ 23 ] |
| Honduras    | 12 de Outubro de 2010  | CD download digital | Siente Music           | [ 22 ] [ 23 ] |
| Costa Rica  | 12 de Outubro de 2010  | CD download digital | Siente Music           | [ 22 ] [ 23 ] |
| Panamá      | 12 de Outubro de 2010  | CD download digital | Siente Music           | [ 22 ] [ 23 ] |
| Equador     | 12 de Outubro de 2010  | CD download digital | Siente Music           | [ 22 ] [ 23 ] |
| Peru        | 12 de Outubro de 2010  | CD download digital | Siente Music           | [ 22 ] [ 23 ] |
| Colombia    | 12 de Outubro de 2010  | CD download digital | Siente Music           | [ 22 ] [ 23 ] |
| Venezuela   | 12 de Outubro de 2010  | CD download digital | Siente Music           | [ 22 ] [ 23 ] |